# NGC 1907
NGC 1907 là cụm sao mở cách Trái đất khoảng 4.500 năm ánh sáng. Nó chứa khoảng 30 sao và hơn 500 triệu năm tuổi. Với cường độ 8.2, nó có thể nhìn thấy như một phần của chòm sao Ngự Phu.